# 丹石流
丹石流は、衣斐丹石により安土桃山時代に成立した剣術の流派。創始者衣斐丹石は念流を学んだと言われる。
東軍流、新陰流、冨田流を組み合わせた流派とされ、短い刀を用いて相手に肉薄するのが特徴である。安土桃山期には複数の大名が学んでいた。『本朝武芸小伝』では丹石を東軍流の川崎鑰之助の弟子とし、丹石流は東軍流系としているが、『丹石流剣法史』によると師弟関係は逆であるという。江戸時代には土佐藩、秋月藩などで学ばれた。土佐の系統は丹石の子衣斐光栄（市右衛門）の代で断絶した。